# Absolar
A ABSOLAR - Associação Brasileira de Energia Solar Fotovoltaica - é uma organização sem fins lucrativos, fundada em 2013, que tem como objetivo congregar as empresas do setor, divulgando a energia solar no Brasil e representando os associados na defesa de seus interesses. Em 2015, o Brasil contava com apenas 500 sistemas fotovoltáicos, em 2021 contabiliza-se mais de 350.000 sistemas instalados. Segundo dados da Absolar, entre 2018 e 2020, a energia solar no Brasil cresceu cinco vezes de tamanho, o que caracteriza uma diversificação importante na matriz energética. A associação contabiliza que o Brasil já superou 8GW de potência operacional utilizando energia solar, o que trouxe 40 bilhões de reais em investimentos, A associação estima que o Brasil esteja cerca de 15 anos atrasado no desenvolvimento da matriz energética baseada em energia solar.